# Kathy Sinnott

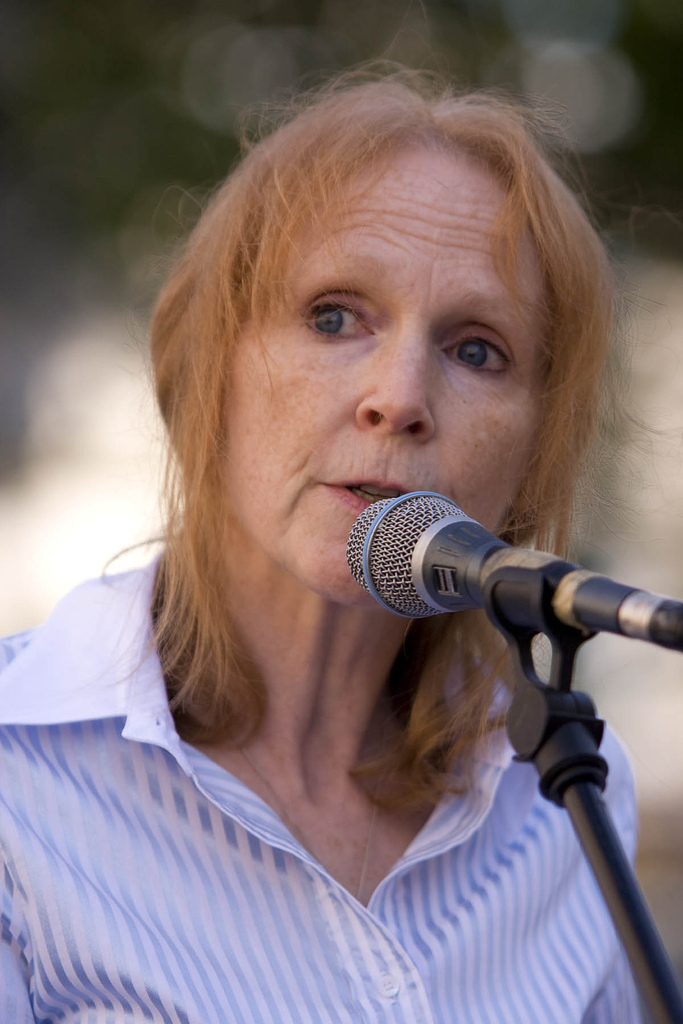
Kathy Sinnott (2007)

Kathy Sinnott (* 29. September 1950 in Chicago, Illinois) ist eine irische Politikerin und war von 2004 bis 2009 parteiloses Mitglied des Europäischen Parlaments.
Sinnott studierte am St. Mary of the Woods College in Indiana, sowie dann am University College Dublin in Irland. 
Im Mai 2002 kandidierte sie erfolglos als Parteilose bei den Wahlen zum 29. Dáil Éireann. Dafür wurde sie im Juni 2004 in das Europäische Parlament gewählt. Als Mitglied des Europäischen Parlaments gehörte sie der Fraktion Unabhängigkeit und Demokratie an und war innerhalb dieser als Vorstandsmitglied aktiv. Von Mai 2008 bis Oktober desselben Jahres war sie kurzzeitig Ko-Fraktionsvorsitzende, wurde dann aber von Hanne Dahl abgelöst. Bei der Europawahl 2009 konnte sie ihren Sitz nicht verteidigen und schied aus dem Europäischen Parlament aus.
2005 verlieh ihr das St. Mary of the Woods College die Ehrendoktorwürde. Sinnott ist Mutter von neun Kindern, drei Töchtern und sechs Söhnen. Im September 2009 ertrank einer ihrer Söhne im US-Bundesstaat Georgia beim Schwimmen. Er war Student am Southern Catholic College in Dawsonville.